# Lobelia aguana
Lobelia aguana är en klockväxtart som beskrevs av Franz Elfried Wimmer. Lobelia aguana ingår i släktet lobelior, och familjen klockväxter. Inga underarter finns listade i Catalogue of Life.